# 초류향 (1977년 영화)
《초류향》(楚留香, Clans Of Intrigue)은 홍콩에서 제작된 초원 감독의 1977년  영화이다. 적룡 등이 주연으로 출연하였고 런미 쇼 등이 제작에 참여하였다.

## 출연

### 주연
- 적룡

### 조연
- 진백상
- 첨삼
- 정묘
- 서소강
- 하평
- 서하
- 황배기